# Дудаєва Алла Федорівна
Алла Федорівна Дудаєва (при нар. Алевтіна Федорівна Куликова, нар. 24 березня 1947, Московська область) — російська художниця, письменниця, телеведуча, архітекторка. Удова Джохара Дудаєва; отримала притулок у Швеції.

## Біографія
Дочка радянського офіцера, колишнього коменданта острова Врангеля, майора ВПС Федора Васильовича Куликова. Федір Васильович Куликов народився 31 травня 1927 р. в селі Пожинська, Єгорївського району, Московської області, у великій селянській російській сім'ї, восьмим з одинадцяти дітей у сім'ї Василя Дмитровича (1897—1969) та Ганни Євгенівни Куликових (1901—1979, до шлюбу Золотова). У 1944 році, у 17 років, він вступив до лав Радянської Армії, одночасно вступивши до 3-го Чкалівського військового авіаційного училища у м. Ворошиловграді. У 19 років одружився з ровесницею, російською дівчиною Валентиною Петрівною Івановою. У неповні 20 років отримав перше офіцерське звання молодший лейтенант. У подальші роки Федір Куликов служив у частинах військово-повітряних сил — від НДР до Чукотки: Забайкалля, гарнізони Чита, Укурей, Борзя, Анадир, острів Врангеля, Шайковка в Калузької області. У 1972 році за станом здоров'я у званні майора Куликова було звільнено з армії у відставку.
У 1947 році в Коломенському районі Московської області народилася Алла Куликова. У 1970 році закінчила художньо-графічний факультет Смоленського педінституту. З лейтенантом ВПС, чеченцем за національністю Джохаром Дудаєвим познайомилася у Калузькій області, у військовому містечку Шайківка. 1969 року одружилася. Народила двох синів — Авлура та Дегі — і дочку Дану. Джохар Дудаєв став генерал-майором ВПС СРСР і згодом першим Президентом Чечні, який розпочав політику максимальної незалежності від Росії.
У 1980-х роках працювала вчителькою малювання у середній школі селища при військовому аеродромі «Середній» Усольського району Іркутської області.
Після загибелі чоловіка 21 квітня 1996 намагалася покинути Чечню і вилетіти до Туреччини, проте в аеропорту Нальчика її затримали. Її допитував «спеціально прибулий молодий офіцер, який представився полковником Олександром Волковим» і якого вона згодом впізнала, побачивши по телевізору — Олександр Литвиненко (згідно зі свідченнями Ахмеда Закаєва у справі про вбивство Литвиненка, той також підтвердив, що допитував Аллу). 28 травня Президент Росії Борис Єльцин, зустрічаючись у Кремлі з лідерами чеченських повстанців, пообіцяв їм звільнити Аллу Дудаєву. Після звільнення вона повернулася до Чечні і в 1996—1999 роках співпрацювала з міністерством культури ЧРІ.
У жовтні 1999 року з дітьми (на той час вже дорослими) виїхала з Чечні. Жила в Баку, з 2002 року у дочки в Стамбулі, потім у Вільнюсі (син Алли та Джохара Дудаєвих — Авлур — отримав литовське громадянство і паспорт на ім'я Олега Давидова; сама Алла мала лише дозвіл на проживання). У 2003 і 2006 роках вона намагалася отримати громадянство Естонії (де в 1987—1990 роках проживала з чоловіком, який на той час командував дивізією важких бомбардувальників і був начальником гарнізону Тарту), але обидва рази їй було відмовлено.

## Діяльність
Алла Дудаєва — авторка спогадів про свого чоловіка і ряду книг, що виходили в Литві, Естонії, Азербайджані, Туреччині та Франції.
Все життя Алла Дудаєва пише вірші та картини. До 20 жовтня 2012 року працювала на грузинському російськомовному телеканалі Перший кавказький (вела передачу «Кавказький портрет»).
Картини Алли Дудаєвої виставлялися в різних країнах світу, переважно завдяки медійній популярності її чоловіка.
З 2009 року є членкинею Президії Уряду Чеченської Республіки Ічкерія. Станом на квітень 2019 є головою даної президії.

### Переклади іноземними мовами
- Milyon birinci (Мільйон перший) «Şule Yayınları», 448 стор. 2003 ISBN 9756446080(тур.)
- Le loup tchétchène: ma vie avec Djokhar Doudaïev (Чеченський вовк: моє життя з Джохаром Дудаєвим) Maren Sell 398 стор. 2005 ISBN 2-35004-013-5(фр.)